# Liu Yongqing
Liu Yongqing, née le 3 octobre 1940 à Chongqing (Chine), est Première dame de Chine entre 2003 et 2013, en tant qu'épouse du président Hu Jintao.

## Biographie

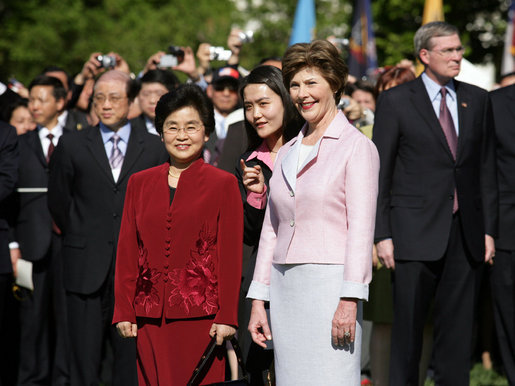
Liu Yongqing et la Première dame américaine Laura Bush en 2006.

Née en 1940 à Chongqing, Liu Yongqing étudie au lycée Bashu. Elle rencontre son futur mari à l'université Tsinghua de Pékin. Par la suite, elle travaille pour le comité de planification urbaine de Pékin. Comme pour Hu Jintao, son parcours est peu connu des observateurs étrangers à la Chine. Elle ne reçoit pratiquement aucune attention du public avant que Hu Jintao accède au pouvoir. Ce dernier a par ailleurs tendance à éviter les médias au cours de sa carrière politique.
Durant le mandat présidentiel de son mari, Liu Yongqing l'accompagne lors de ses voyages officiels à l'étranger et intervient en faveur d'œuvres caritatives et d'institutions culturelles. Par exemple, le 27 janvier 2004, elle est à côté de son époux, avec le couple présidentiel français Jacques et Bernadette Chirac, devant la tour Eiffel à Paris, pour le 40e anniversaire des relations diplomatiques franco-chinoises.
Hu Jintao et Liu Yongqing ont deux enfants : un fils, Hu Haifeng, et une fille, Hu Haiqing.